# عثمان بن الهيثم المؤذن
عثمان بن الهيثم بن جهم بن عيسى بن حسان المنذر العصري البصري مسند وقته، ومؤذن جامع البصرة، وأحد رواة الحديث النبوي.

## سيرته
ولد سنة نيف وعشرين ومائة. سمع الحديث من: عوف الأعرابي، وابن جريج، وهشام بن حسان، ورؤبة بن العجاج، وجعفر بن الزبير، ومبارك بن فضالة، وشعبة، وطائفة من المحدثين. حدث عنه: البخاري في صحيحه وهو من كبار شيوخه، ومحمد بن يحيى الذهلي، وأسيد بن عاصم، والحارث بن محمد التميمي، وأبو مسلم الكجي، ومحمد بن عثمان الذراع، ومحمد بن زكريا الأصبهاني، وخلق خاتمتهم أبو خليفة الجمحي.
قال أبو حاتم: صدوق غير أنه كان بأخرة يلقن. قال الذهبي: يعني أنه كان يحدثهم بالحديث فيتوقف فيه، ويتغلط فيردون عليه، فيقول ومثل هذا غض عن رتبة الحفظ لجواز أن فيما رد عليه زيادة أو تغييرا يسيرا والله أعلم. قال أبو داود: مات في حادي عشر رجب سنة عشرين ومائتين.

## وفاته
توفي سنة 220 هـ.